# Вулиця Вірменська (Львів)
Ву́лиця Вірме́нська — вулиця у Галицькому районі міста Львова, в історичному центрі міста, поряд з площею Ринок. Починається від проспекту Свободи та закінчуєтьться мурами колишнього Домініканського монастиря. У середньовіччі була центральною вулицею вірменського кварталу.

## Історія
Вірмени на території Львова з'явилися ймовірно ще в середині XIII століття. Львівська вірменська колонія була однією з багатьох, що виникали на той час на території нинішньої України, внаслідок завойовницьких нападів турків на Вірменію. Першими представниками цієї національності були ймовірно вірмени з Кафи (нині — Феодосія), де ще у 1047 році вже існувала вірменська колонія.
Початковим місцем їхнього розселення був початок нинішньої вулиці Хмельницького, колишнього Волинського шляху. Поруч досі розташовується стара львівська торговиця — площа Старий Ринок. Перші вірменські поселенці були ймовірно купцями та ремісниками рівними в правах із місцевим руським населенням.
Із наданням Львову магдебурзького права у 1356 році почалось формування нового центру міста довкола нинішньої Площі Ринок. Забудова так званого «середмістя» була обнесена муром і трьома рядами валів. Новий вірменський квартал розташовувався в північно-східній частині оточеного муром середмістя. Його центром стала вулиця, котра нині є однією з ділянок нинішньої вулиці Вірменської. Культурним осередком кварталу був Вірменський собор, котрий у 1364 році став єпархіальним осередком для усіх вірмен Русі та Валахії підпорядковувався безпосередньо верховному католикосу у Ечміадзині.
В свій час на відрізку від першого міського муру (орієнтовно проспект Свободи) до перехрестя з вулицею Краківською знаходився стрілецький рів, що належав Стрілецькому Братству.
За свідченнями іноземних мандрівників, забудова вулиці Вірменської була однією з найкращих в місті на рівні з Площею Ринок і вулицею Руською. Вже у XV столітті тут було кам'яне брукування, водопостачання та зливна каналізація. До створення архітектурного ансамблю долучились найкращі львівські будівничі. Дерев'яна готична забудова Вірменської вулиці (як і усього міста) була повністю знищена великою пожежею Львова 1527 року. Це дало початок новій, переважно кам'яній ренесансній архітектурі. Ділянки домоволодінь були видовженими і виходили до вулиці меншою стороною. Будинки були переважно дво- і триповерхові, шириною у три вікна, часто із дахом, що спадав до центру із ринвою. У XVII—XVIII століттях активно перебудовувались, проводились перепланування і об'єднання, зводились додаткові поверхи. Часто причиною було переобладнання на прибуткові будинки. Ренесансний характер багатьох споруд було втрачено. Фасади набули барокових і ампірних рис, наприкінці XIX століття з'явились будинки в стилях історизму. Одним із переломних моментів для забудови вулиці стало і пограбування Львова шведськими військами у 1704 році. Податкові реєстри свідчать про ряд будинків, що залишались зруйнованими ще у 1712 і навіть у 1723 роках.

## Назва
Вірменська — офіційна назва вулиці від 1871 року. До складу вулиці увійшли кілька дрібних вулиць, що виникли не в один час і мали різні назви. У липні 1944 року з 3 окремих вулиці утворено нову вулицю, завдовжки 450 метрів. Їй була повернена передвоєнна назва — вулиця Ормянська, а 1946 року вулиця отримала сучасну назву — вулиця Вірменська. Назви вулиць-попередниць змінювались неодноразово, переважно у зв'язку зі змінами політичних режимів.
Ділянка вулиці між сучасними проспектом Свободи та вулицею Театральною
- від 1895 року — Дідушицьких, на честь спольщеного українського роду Дідушицьких, представник якого Володимир Дідушицький заснував, на сусідній вулиці Театральній, Природничий музей.
- від листопада 1941 року — Вельфенштрасе, на честь однієї з найстаріших європейських династій Вельфи, представники якої посідали престоли низки європейських держав.

Ділянка вулиці між сучасними вулицями Театральною та Краківською
- 1444 рік — вулиця Пекарська, через те, що у XV столітті тут селилися пекарі.
- кінець XVIII століття — 1871 рік — вулиця Університетська або на австрійський манер — Універзитетґассе.
- 1871 рік — Нижня Ормянська[3].

Ділянка вулиці між сучасною вулицею Краківською та Домініканським монастирем
- наприкінці XVI — початку XVIII століть поділялася на кілька частин, кожна із власною назвою — Вірменська, Вірменська стара; Вірменська вища, Верхня Ормянска або на австрійський манер — Обере Арменієґассе[3].

## Забудова
В архітектурному ансамблі вулиці Вірменської переважають ренесанс, бароко та класицизм. Більшість будинків внесено до Реєстру пам'яток архітектури національного та місцевого значення.

### Будинки з непарного боку вулиці

#### №3. Кам'яниця Іловичівська
Розташована на розі з вулицею Краківською. Найдавніші згадки про цю кам'яницю датуються початком XIV століття і походять із податкових реєстрів. Ймовірно, з тих часів збережені готичні пивниці. Наприкінці XVI століття отримує назву «Шимоновичівська». Дані 1593 року свідчать, що кам'яниця мала три поверхи (третій — мансардний). Пізніше отримує нову назву — «Іловичівська» від прізвища нового власника — золотника Матія Іловича, ймовірно, сина римара Іллі, який мешкав тут до 1632 року. Ця назва протрималася до кінця XVIII століття. Приблизно на зламі XVII—XVIII століть переходить у власність Львівської латинської катедри, а 1776 року — у власність міста. Зберігся проєкт реконструкції 1856 року, за яким він набув сучасного вигляду. 1866 року будинок придбав інститут «Народний дім». За часів Польської республіки у будинку містилася друкарня Бодека, у 1950-х роках — меблева артіль «Червоний промінь».

#### №7, 9.Ансамбль Вірменського собору
Один із найдавніших храмів Львова, зразок мішаної вірменсько-візантійської архітектури. Первісна (східна) частина храму збудована 1363 року на кошти купців Якова з Кафи і Паноса з Гайсараца (будівничий Дорінг, зустрічаються також інші варіанти написання його імені). Будівництво повністю завершено у 1437 році. У східній частині дворика був цвинтар. Тепер подвір'я викладене надгробними плитами. У глибині східного подвір'я збереглася будівля колишнього вірменського банку «Pii Montis». 1570 року під керівництвом будівничого Петра Красовського збудували вежу-дзвіницю, що розташована осібно від церкви та має наскрізний прохід на вулицю Лесі Українки. Першу реставрацію церкви здійснено у 1862 році. 23 вересня 2008 року вівтар «Голгофа» віднесений до переліку пам'яток культурної спадщини, що не підлягають приватизації. Будинок внесений до Реєстру пам'яток архітектури національного значення під охоронним № 318. В будинку під № 7 міститься галерея «Зелена канапа».

#### №13. Кам'яниця Муратовичів
Початково на цьому місці були два будинки XIV—XVII століття: Муратовичівська кам'яниця і кам'яниця Убалевичів, або Цефутівська. У кам'яниці Муратовичівській мешкав Говганес Карматанянц (Іван Муратович) — перший вірменський друкар у Львові. Від початку XVIII століття обидві кам'яниці стояли в руїнах. 1773 року руїни продано львівському архітекторові Петрові Полейовському, котрий збудував на цьому місці новий триярусний бароковий будинок. Будівництво провадив цеховий майстер Йосиф Дубльовський за власним проєктом П. Полейовського. Скульптури на фасаді, ймовірно, виконав брат архітектора Матвій Полейовський близько 1775 року. 1778 року будинок, пошкоджений пожежею, перейшов у власність статського радника графа Йозефа Міра і був перебудований за проєктом архітектора П'єра-Дені Гібо у 1781—1783 роках. Нині будинок чотириповерховий. Від 1857 року тут містилась фінансова прокуратура, від 1929 — товариство «Релігійна бібліотека», від 1933 — Архідієцезіальна спілка вірмен. Тепер будинок житловий, перебуває у міській комунальній власності. Декілька приміщень на партері займає кафе-бар «Кілікія», у 2000—2001 роках для цього були реконструйовані два помешкання. На другому поверсі будинку — хостел «Базікало». Будинок внесений до Реєстру пам'яток архітектури національного значення під охоронним № 319.

#### №15. Кам'яниця Домажирівська
Кам'яниця, збудована у XVII столітті. У списках платників податків 1767 року будинок згадується як «кам'яниця Домажирівська». 1776 року перебудована родиною Стефановичів та завдяки новим власникам отримала назву — «Стефановичівська». Також набула характерних рис класицизму та рококо. У ХІХ столітті добудований четвертий поверх і кам'яниця отримала ознаки стилю бідермаєр, а фасад будинку набув сучасного вигляду. Нині — звичайний житловий будинок та перебуває на балансі міської ради. Приміщення у партері орендує кафе-бар «Хліб і вино». У 1880-х роках в будинку містилося «Аптекарське товариство». Будинок внесений до Реєстру пам'яток архітектури національного значення під охоронним № 320.

#### №17. Кам'яниця Еміновичівська
Будинок родини Еміновичів, збудований у XVII столітті. Як кам'яниця Еміновичівська будинок значиться у списках 1662 та 1767 років. У середині XVIII століття його власниками стала родина Лубковських. У 1767—1779 роках Петро Лубковський здійснив реконструкцію будинку. Будинок внесений до Реєстру пам'яток архітектури національного значення під охоронним № 321.

#### №19.
Наріжний житловий будинок з вулицею Друкарською, на першому поверсі якого від 1979 року міститься культова кав'ярня міста Львова «Вірменка». Влітку 2016 року у «Вірменці» була проведена реставрація. Залишилися автентичні кладка, перекриття, такі елементи, як фрагмент кам'яного порталу XVI—XVII століття та інше. З'явились старі фотографії, на яких можна знайти Кузю з Братів Гадюкіних та інших завсідників старої «Вірменки», книжкові полиці. У 1910-х роках в будинку працювала кав'ярня Францішека Суперле. У міжвоєнний період в будинку працював майстер біжутерії Бадер. Будинок внесений до Реєстру пам'яток архітектури місцевого значення під охоронним № 323-м.

#### №21.
Житловий триповерховий будинок, збудований на зламі XVI та XVII століть. Декоративний фриз та алегоричні горельєфи у нішах другого поверху виконані ймовірно Гартманом Вітвером на початку ХІХ століття. Будинок внесений до Реєстру пам'яток архітектури національного значення під охоронним № 1255.

#### №23. Будинок «Пори року»
На цьому місці початково стояли два менших будинки. Відомо лише ім'я початкового власника обидвох будинків — доктор Івашко. Згадка 1610 року дає зрозуміти, що на той час споруди були ще дерев'яними. 1764 року два будинки, на той час уже кам'яні, перебудовано в один, котрий і надалі зберігав назву «Івашківський», за іменем згаданого доктора. В різний час належав різним особам, часом на правах співвласності. Деякий час ним володіли львівські єзуїти. Опис 1798 року свідчить, що будинок був на один поверх нижчий ніж тепер, і мав широку браму для в'їзду в подвір'я (нині також неіснуючу). 1882 року викуплений міською владою і кардинально перебудований, набувши характерних рис львівського ампіру. Скульптор Гаврило Красуцький виконав горельєфне оздоблення зодіакальним фризом і чотирма сюжетами із сільського життя, котрі зображали різні пори року, що дало будинку нинішню назву. Центральна фігура Хроноса різниться за манерою виконання і вирізьблена значно раніше (на початку XIX століття) ймовірно Гартманом Вітвером. Після реконструкції будинку 1877 року тут розміщено школу імені Пірамовича з польською мовою навчання. У 1884 році при школі імені Пірамовича, в приміщеннях 1 та 2 поверху з тильного боку кам'яниці від вулиці Скарбківської, 26 (тепер вулиця Лесі Українки), було відкрито чотири класи з українською мовою навчання для хлопців. Директором обидвох шкіл був Франц Шпетманський. У 1886 році було відкрито чотирикласну народну школу для хлопців та дівчат та присвоєно їй ім'я Маркіяна Шашкевича. Перед першою світовою війною народна школа імені Маркіяна Шашкевича (як чоловічі, так і дівчачі класи) зайняла весь будинок № 23 на вулиці Вірменській. У 1930—1932 роках на вулиці Замкненій, 8 за проєктом архітектора Тадея Обмінського була споруджена будівля для української школи імені Маркіяна Шашкевича, куди вона з часом і переїхала з вулиці Вірменської (тепер — Львівська загальноосвітня школа І–ІІІ ступенів № 34 ім. Маркіяна Шашкевича). До кінця 1940-х років у будинку містилося львівське відділення Спілки архітекторів УРСР та львівський будинок архітектора. Тепер у будинку міститься навчальний корпус Львівської національної академії мистецтв. 23 вересня 2008 року будинок увійшов до переліку пам'яток культурної спадщини, що не підлягають приватизації. Будинок внесений до Реєстру пам'яток архітектури національного значення під охоронним № 323.

#### №25. Кам'яниця Захновичівська
Назва походить від імені вірменського купця та художника Христофора Захарії Захновича. У 1763 році частину будинку викупив галицький каштелян Антоній Розвадовський. 1774 року ґрунтовно перебудовано будівничими Павлом Шендеровичем і Антоном Міськевичем. У будинку містилося ремісниче товариство «Зоря», засноване 1884 року Василем Нагірним та у 1930-х роках мало назву «Товариство руських ремісників і промисловців». У 1880-х роках в будинку мешкав фортепіанний настроювач Ф. Слівінський. Комплексний капітальний ремонт будинку був проведений у 1988 році. У 2010-х роках велися реставраційні роботи. Тепер будинок житловий, за винятком партерних приміщень офіцини (флігеля), якими користується Львівська обласна організація Республіканської християнської партії. Будинок внесений до Реєстру пам'яток архітектури національного значення під охоронним № 324.

#### №27. Кам'яниця Тарафацьких
Збудована 1783 року на місці кам'яниці «Тарафацької» (або Тарафацьких) і одноповерхової кам'яниці Манчукевичів. Сучасного стану будинок набув ймовірно 1807 року, відколи зберігся проєкт архітектора Фридерика Пахмана. 1887 року на другому поверсі будинку містилося товариство «Просвіта». Тильний фасад будинку (вул. Лесі Українки, 30). Будинок внесений до Реєстру пам'яток архітектури національного значення під охоронним № 1293.

#### №29.
У 1880-х роках в будинку працювала редакція часопису «Праця» (пол. Praca), редактором якої був Ю. Данилюк.

#### №31.
Житловий будинок, споруджений у XVI—XVIII століттях. на першому поверсі будинку у 1980-х роках відкрилося кафе у вірменському стилі «Арарат-Урарту». Браму та внутрішнє оздоблення інтер'єру закладу виконав відомий львівський коваль Олег Боньковський. Заклад тривалий час не працював і на сьогодні від роботи майстра залишилася лише вхідна брама закладу. Нещодавно з'явилися нові орендарі цього приміщення, які хочуть замінити ковану браму скляними дверима, аргументуючи тим, що в приміщеннях закладу дуже темно. Будинок внесений до Реєстру пам'яток архітектури місцевого значення під охоронним № 28-м.

#### №35.
Триповерховий рядовий будинок, що прилягає до будівлі колишнього домініканського монастиря. Це ренесансний будинок, котрий пов'язують із так званим «будинком Норберга», малюнок котрого зробив на початку XVII століття Мартін Ґруневеґ. Будинок зберігає пізньоготичні підвали, а також елементи пізніших перебудов. Тут у 1640—1649 роках мешкав друкар Михайло Сльозка. Будинок внесений до Реєстру пам'яток архітектури національного значення під охоронним № 325.

### Будинки з парного боку вулиці

#### №2.
На цьому місці стояв будинок М. Даровського, споруджений наприкінці XVIII століття. 1817 року у ньому відкрилося трикласне реальне училище — «підготовче до технічних наук і торгівлі», на підвалинах якого згодом була створена Львівська політехніка. 1835 року училище перейменоване на Реально-торгову академію, а 1846 року — на Технічну академію. Ще 1841 року при академії відкрився технічний факультет. 2 листопада 1848 року під час львівського збройного повстання відбулося бомбардування австрійською артилерією центру Львова, через яке вигоріло вщерть близько 15 кам'яниць, серед яких була й будівля Технічної академії. Згодом будівля академії була відбудована. У цьому будинку Технічна академія перебувала аж до відкриття головного корпусу Політехніки при вул. Леона Сапеґи (нині — вул. Бандери) у 1877 році. Саме в даному будинку відбулася подія, що мала резонансне значення для історії українського технічного руху. Тут у 1876 році на зібранні колишніх випускників Технічної Академії було засноване перше в Україні технічне — «Товариство укінчених техніків», що пізніше змінило назву на «Політехнічне товариство». У 1876—1877 роках у цьому будинку проводило засідання Політехнічне товариство. У 1890-х роках у будинку розмістилося засноване 1891 року Анатолем Вахнянином музичне Товариство «Львівський Боян». Власником будинку у 1910-х роках був Барух Леон Чиш. До 1939 року у будинку діяв робітничий спортивний клуб профспілки трамвайників і металістів, у 1936 році діяв гурток просвітницької спілки «Вільна думка». Тепер це житловий будинок. На початку XX століття в будинку мешкав професор української мови, фонетист і діалектолог, професор Ягеллонського та Празького університетів Іван Зілинський. Будинок внесений до Реєстру пам'яток архітектури місцевого значення під охоронним № 862-м.

#### №4. Кам'яниця Обухівська
Перші згадки про кам'яницю датуються XVI століттям. Тоді вона була двоповерховою. 1848 року була пошкоджена під час великої пожежі, але вже 1850 року проведені ремонтно-відновлювальні роботи: надбудовано третій поверх, облаштовано балкон, надано сучасного архітектурного вистрою з класицистичними елементами. 1876 року замінено гонтовий дах на бляшаний із даховими віконцями у чільній стіні на осях вікон помешкань; влаштовано ліхтар над сходовою кліткою будинку. 1909 року за проєктом архітектора Генрика Орлеана проведено пристосування партеру під торгові приміщення, 1947 року проведено переобладнання торгових приміщень партеру на житлові помешкання, яких по закінченню робіт було тринадцять. 2013 року за проектом архітекторів Зеновія Лагуша та Ярослава Мартинюка проведено реконструкцію кам'яниці під готель та ресторан «Рудольфо». Будинок внесений до Реєстру пам'яток архітектури національного значення під охоронним № 1251.

#### №6.
Житловий будинок, збудований у XVII столітті. Третій поверх добудований 1923 року. Будинок цегляний, оштукатурений, витягнутий у плані, триповерховий, з вузьким тривіконним фасадом, декорованими ліпними вставками під вікнами другого поверху. Будинок внесений до Реєстру пам'яток архітектури національного значення під охоронним № 1252.

#### №8. Кам'яниця Педіанівська
Наріжний житловий будинок (інша адреса — вулиця Краківська, 11). У 1826—1828 роках, на замовлення торговця колоніальними товарами Яна Стампфеля, в нішах під вікнами другого поверху від вулиці Краківської уміщено рельєфи купецької тематики. Автор рельєфів — Антон Шімзер. Будинок внесений до Реєстру пам'яток архітектури місцевого значення під охоронним № 20-м.

#### №10. «Дім смерті»
Будівля, була розібрана внаслідок серії нещасних випадків, які привели до загибелі кількох людей у різний час. Через сумні асоціації, пов'язані із цим будинком, він був повністю демонтований, а на цьому місці, тривалий нічого не будували. У 1880-х роках у будинку діяв другий похоронний заклад Ґетеперів та похоронний заклад Титуса Гешопфа. У 2015-2020 роках споруда була відтворена та використовується як готель. 

#### №12.
Будинок початково був флігелем кам'яниці № 38 на площі Ринок. 1763 року куплений Юзефом Орлевським, що дало будинкові назву «Кам'яниця Орлевська». У 1796 і 1808 роках наступний власник, кравець Карл Бар розбудував її і кам'яниця набула нинішнього вигляду. У 1880-х роках власником будинку був, зокрема, доктор Едвард Дубанович, який приймав тут на другому поверсі хворих, а на першому, у партері облаштував похоронне бюро. З 1886 року певний час тут мешкав Степан Шухевич (тоді учень цісарсько-королівської Львівської академічної гімназії) з сестрою Євгенією (ученицею виділової школи Сестер вірменок) та служницею. В будинку функціював похоронний заклад Ф. та Е. Гешопфів. 

#### №14.
Житловий будинок збудований у XVII і неодноразово перебудовувався до XIX століття. Початково мав назву «Каспрусівська кам'яниця», пізніше — «Бернатовичівська». Від 1750 року у власності вірменського братства святого Григорія Просвітителя. Тут мешкали скульптор Антон Осинський, архітектор Петро Полейовський, живописець Матвій Міллер, а від 1840 року — історик Денис Зубрицький. Донька Зубрицького заповіла будинок греко-католицькому капітулу. Будинок внесений до Реєстру пам'яток архітектури місцевого значення під охоронним № 22-м.

#### №16.
Будинок у 1792 році збудований на основі трьох кам'яниць XVI—XVII століть: Писарчика, Стеткевича і вірменського живописця Павла Богуша. 1801 року надбудовано четвертий поверх. У 1910-х роках в будинку працювали кав'ярня Марека Данка, приватний навчальний заклад Генрика Франке. Будинок внесений до Реєстру пам'яток архітектури національного значення під охоронним № 1253.

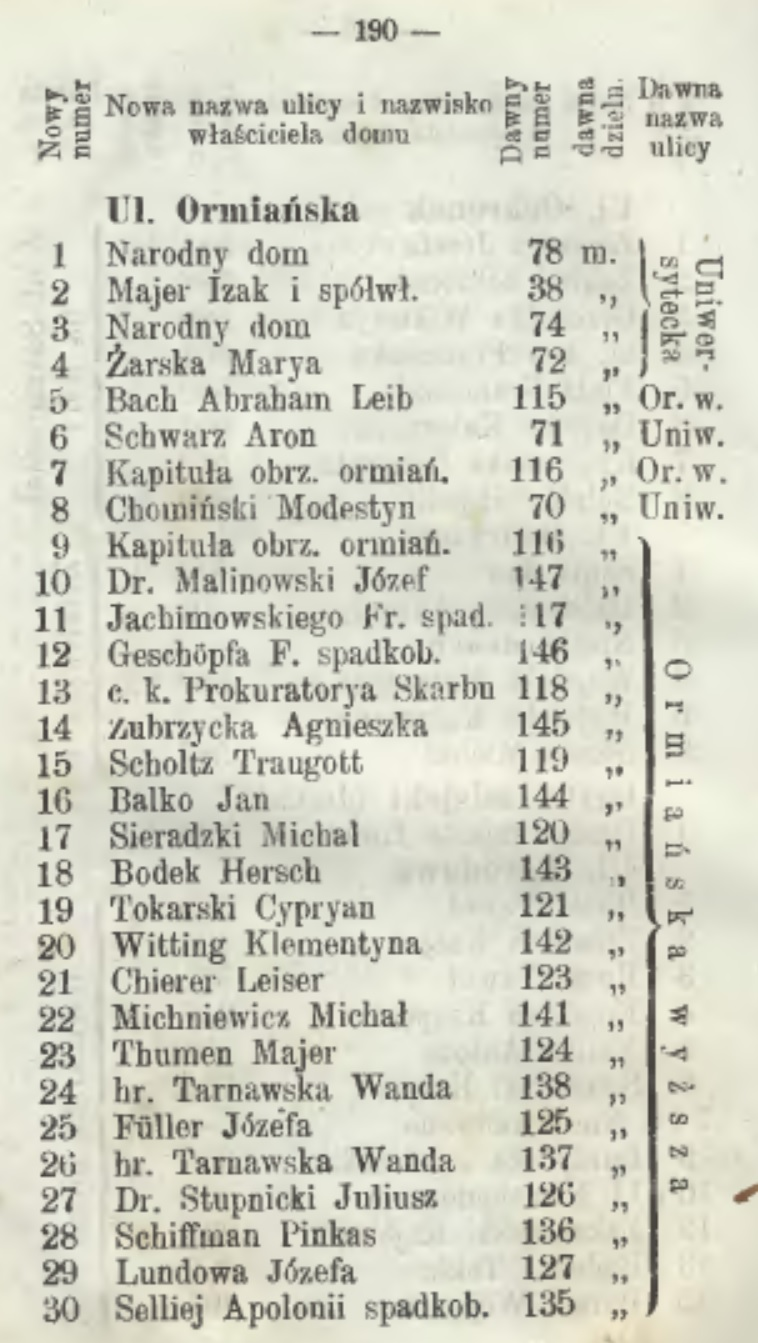
Список власників будинків при вул. Вірменській з конскрипційними та новими номерами (1872 рік)

#### №18. Кам'яниця Тумановичів
Кам'яниця (давніше — конскрипційний № 143), від 1871 року — № 18 збудована на місці двох старіших середньовічних будинків XVII століття: перший — С. Григоровича (1630—1640 роки), Івашкевичів (1650—1668 роки), Пйотровичів (1668—1672 роки); другий — К. Романовича (1630—1640 роки), Тумановичів (1641—1667 роки). У XIX столітті власниками будинку були Герш Бодек (1871—1889) роки та Альфред Бодек (1916—1934) роки. У 1883 році тут мешкав швець Б. Островський. У 1900 році в будинку працювало бюро ритуальних послуг Генрика Гешофа.  У 1910 році тут знаходилась друкарня Йозефа Лукашевича, музична школа Максиміліана Маркуса, бюро ритуальних послуг Розалії Здонь. 1912 року у будинку містилося ательє Юліана Патліковського зі складом шкіри та бюро ритуальних послуг Генрика Гешофа. Будинок реконструювався у другій половині XIX століття. На початку XX століття відбулася реконструкція будинку з влаштуванням двох магазинів з окремими входами на першому поверсі. До 1968 року два входи в магазини були частково закладені з влаштуванням двох вікон та утворено на першому поверсі два помешкання, що з часом були об'єднані в одне. Упродовж 2004—2016 років на першому поверсі містилася приватна нотаріальна контора Ольги Юркової.
Станом на сьогодні будинок загалом зберігає первісне планування — поєднує дві дводільні кам'яниці в один будинок з двома вхідними брамами по краях. Цегляний, П-подібний в плані (основний прямокутний будинок і дві офіцини з двох сторін у подвір'ї), триповерховий, на 4-х віконному фасаді на рівні 2-3 поверхів містяться вертикальні масивні лопатки (в середній частині), що опираються на 4 кам'яні консолі, поверхня фасаду рустована, у пивницях та сінях збереглися склепіння XVIII століття. Будинок внесений до Реєстру пам'яток архітектури національного значення під охоронним № 1254.

#### №20. Кам'яниця Миколаєвичівська
Вікна будинку розташовані на різному рівні, що є, ймовірно, результатом об'єднання двох сусідніх кам'яниць: одна шириною в два, друга — три вікна. Добре збережений ренесансний житловий будинок, збудований за проєктом італійського архітектора Петра Італійця з Лугано у XVI столітті. Оригінальний вхідний портал, прикрашений з двох боків колонами, котрі незвично поєднують риси доричного та іонійського ордерів. У нижній частині колон — канелюри із вписаними в них валиками — орнаментальний мотив характерний для архітектури Кілікійського царства. Аналогічний орнамент зберігся також на порталі Вірменського банку. 1898 року будинок реконструйовано за проектом Івана Левинського. Від 2008 року у лівому крилі будинку міститься ресторація-музей «Гасова лямпа» з власною колекцією гасових лямп, біля якої стоїть пам'ятник винахідникам гасової лампи — Ігнатію Лукасевичу та Яну Зегу (авторство — скульптор Володимир Цісарик). Будинок внесений до Реєстру пам'яток архітектури національного значення під охоронним № 322.

#### №22. Кам'яниця Касіяна
Житловий будинок, споруджений у XVII столітті. Певний час власником цього будинку був фаховий окуліст, доктор Альфред Бужинський (пом. 1914), який оперував у клініці, що містилася в будинку на вул. Театральній, 7. Доктор Бужинський у своєму заповіті записав один мільйон корон для придбання п'ятиморгових ділянок для потреб колоній скаутів. Виконавцями заповіту покійний призначив правління польського товариства «Сокіл» та єпископа Владислава Бандурського. Будинок внесений до Реєстру пам'яток архітектури національного значення під охоронним № 1256.

#### №26.
В будинку міститься галерея сучасного сакрального мистецтва «Iconart» заснована у 2010 році. Основною діяльністю галереї — організація проєктів і виставок в Україні та закордоном; участь у міжнародних проєктах та виставках сучасного мистецтва; продаж творів професійних митців та мисткинь; співпраця з галереями та творчими об'єднаннями; організація конференцій, зустрічей та дискусій на мистецькі теми.

#### №30.
Будинок, званий «Фаруховичівським», а також «Ґраціянівським» і «Бернатовичівським». Останні дві назви походять від імені власника Ґраціяна Бернатовича, що мешкав тут у другій половині XVII століття. Відомо, що станом на 1712 рік будинок був одноповерховим. Сучасний будинок споруджений 1792 року для вірменського архієпископа Якова Тумановича за проєктом львівського архітектора Клеменса Фесінгера.

#### №32.

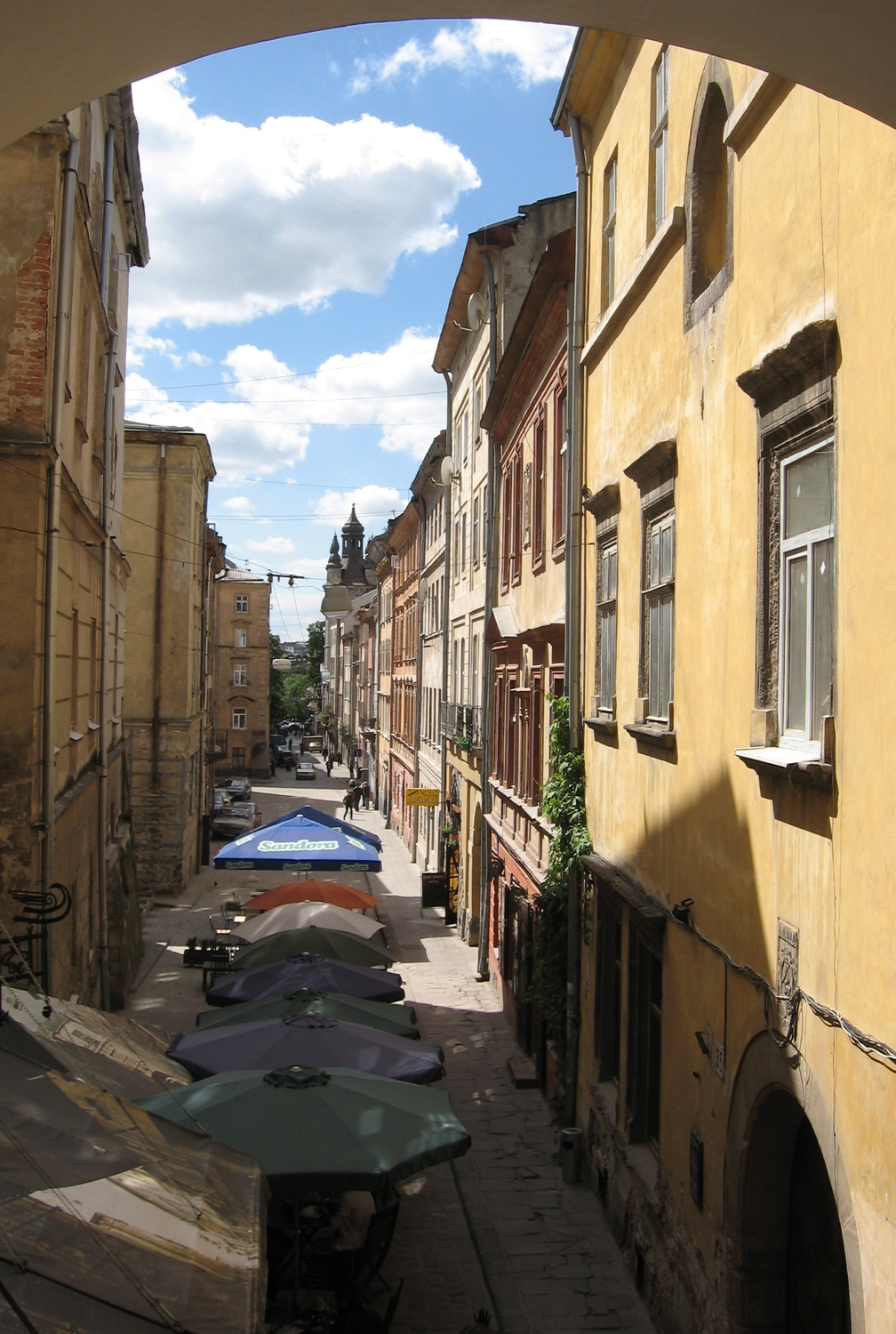
Панорама вулиці з вікна другого поверху будинку мистецького центру «Дзиґа»

Триповерховий будинок був тильною частиною кам'яниці Голубовичівської, що на вулиці Ставропігійській, 9. Тут мешкали вікарії вірменського собору. Будинок внесений до Реєстру пам'яток архітектури національного значення під № 1257. 3 грудня 2018 року виконком Львівської міської ради затвердив містобудівні умови та обмеженя для ТзОВ «Крипа», яке будуватиме заклад громадського харчування та апартаменти з мансардою на вул. Вірменській, 32. 

#### №34. Кам'яниця Грегоровичівська
Будинок на розі із вулицею Федорова із входом влаштованим з цієї вулиці (інша адреса — вул. Федорова, 2). Розмір і обриси ділянки не змінились з часу закладення Вірменської вулиці, у XIV столітті. Відкриті під час реконструкції першого поверху елементи готичної цегляної кладки дають підставу вважати, що первинна мурована споруда з'явилась не пізніше XVI століття. Початково кам'яниця мала назву «Богданівська». На зламі XVI—XVII століть придбана вірменським купцем Петром Грегоровичем, що породило нинішню назву. Ґрунтовно перебудована наприкінці XVIII століття. У 1875 році добудовано третій поверх за проєктом будівничого Міхаеля Ґерля, гонтове покриття замінено на черепицю. Незначні перебудови відбувались у радянський час. 2005 року почато переобладнання першого поверху під кнайпу.

#### №36.
Будинок на розі з вулицею Федорова (інша адреса — вул. Івана Федорова, 1). Початкова назва — кам'яниця «Тарафацька». Після смерті Тарафацького 1631 року, перейшла до його зятів Бернатовичів, отримавши назву «Бернатовичівська». На початку 1630-х років перебудована архітектором Якубом Боні. Кам'яниця неодноразово змінювала власників, котрі однак так чи інакше пов'язані з родиною Бернатовичів. На початку XIX століття перейшла у власність до інших родин. 1808 року перебудована за проєктом Фридерика Пахмана.

## Заклади
У 1875 році на вул. Вірменській діяла кав'ярня Мюллера.